# Vợt gai
Vợt gai (danh pháp khoa học: Opuntia dillenii), còn gọi là lưỡi long/xương rồng bánh (Quảng Ngãi), bàn chải (Phú Yên), là một loài thực vật có hoa trong họ Cactaceae. Loài này được (Ker Gawl.) Haw. mô tả khoa học đầu tiên năm 1819.

## Hình ảnh

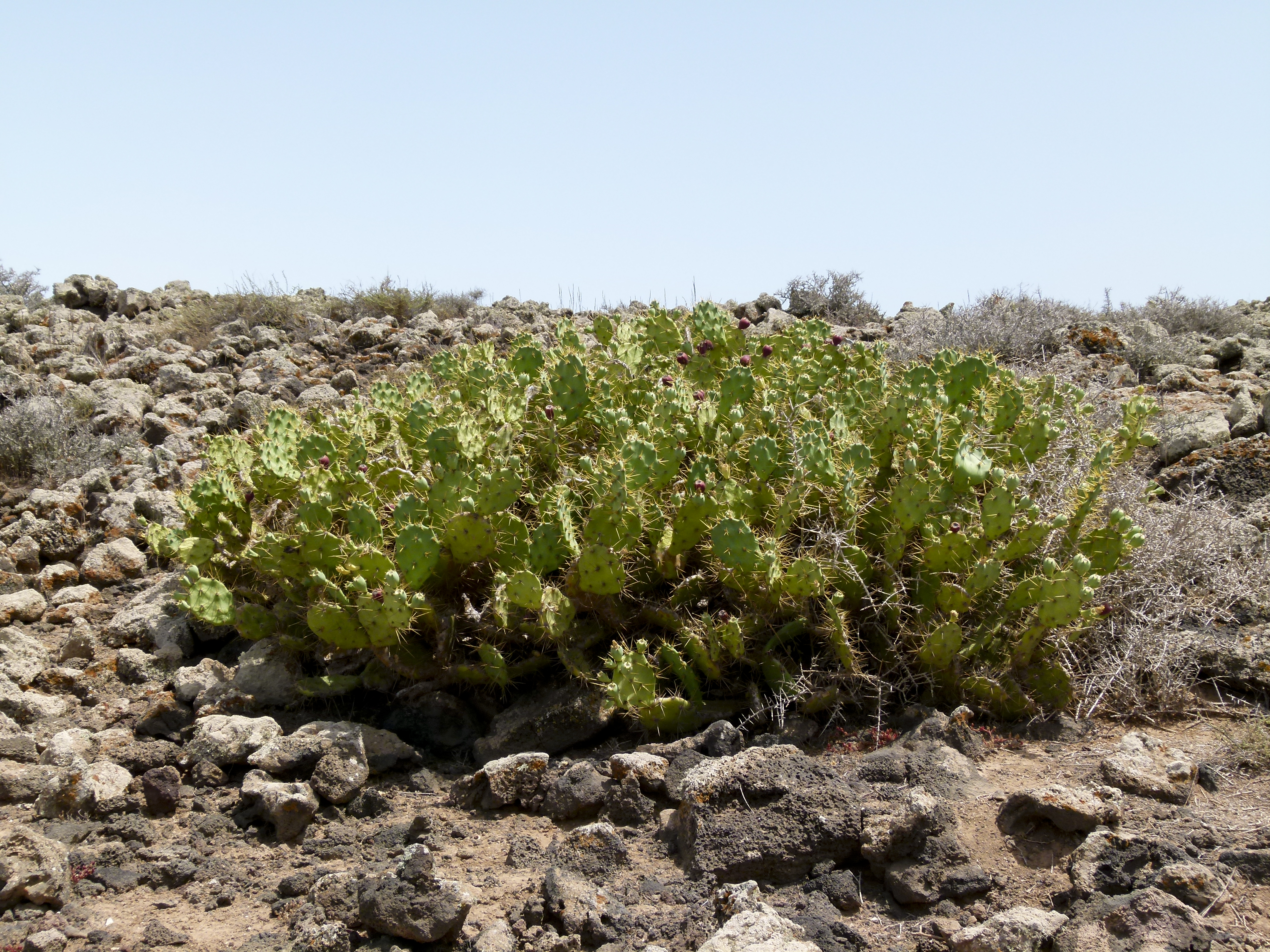
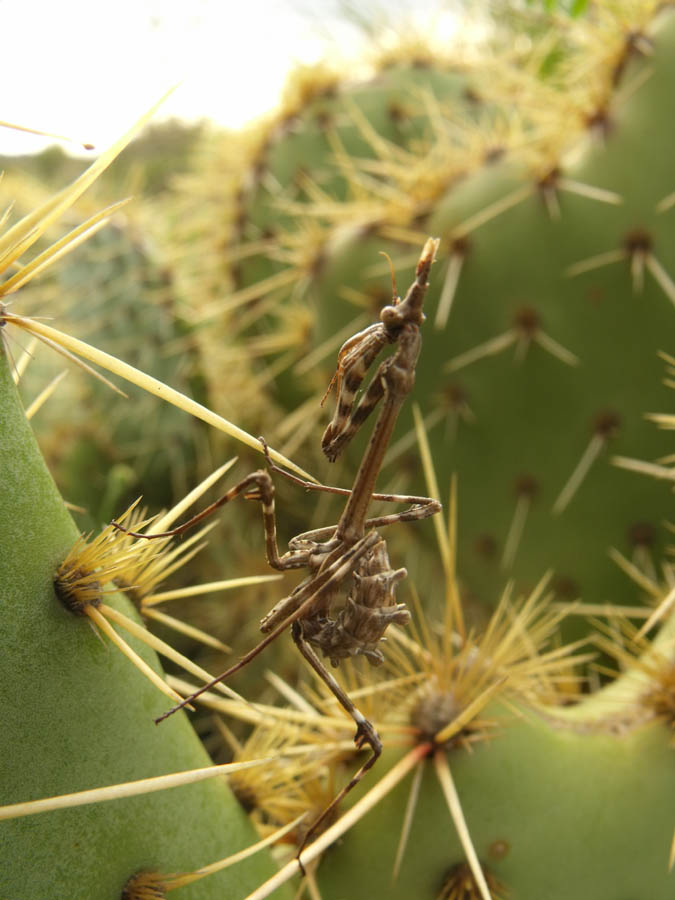
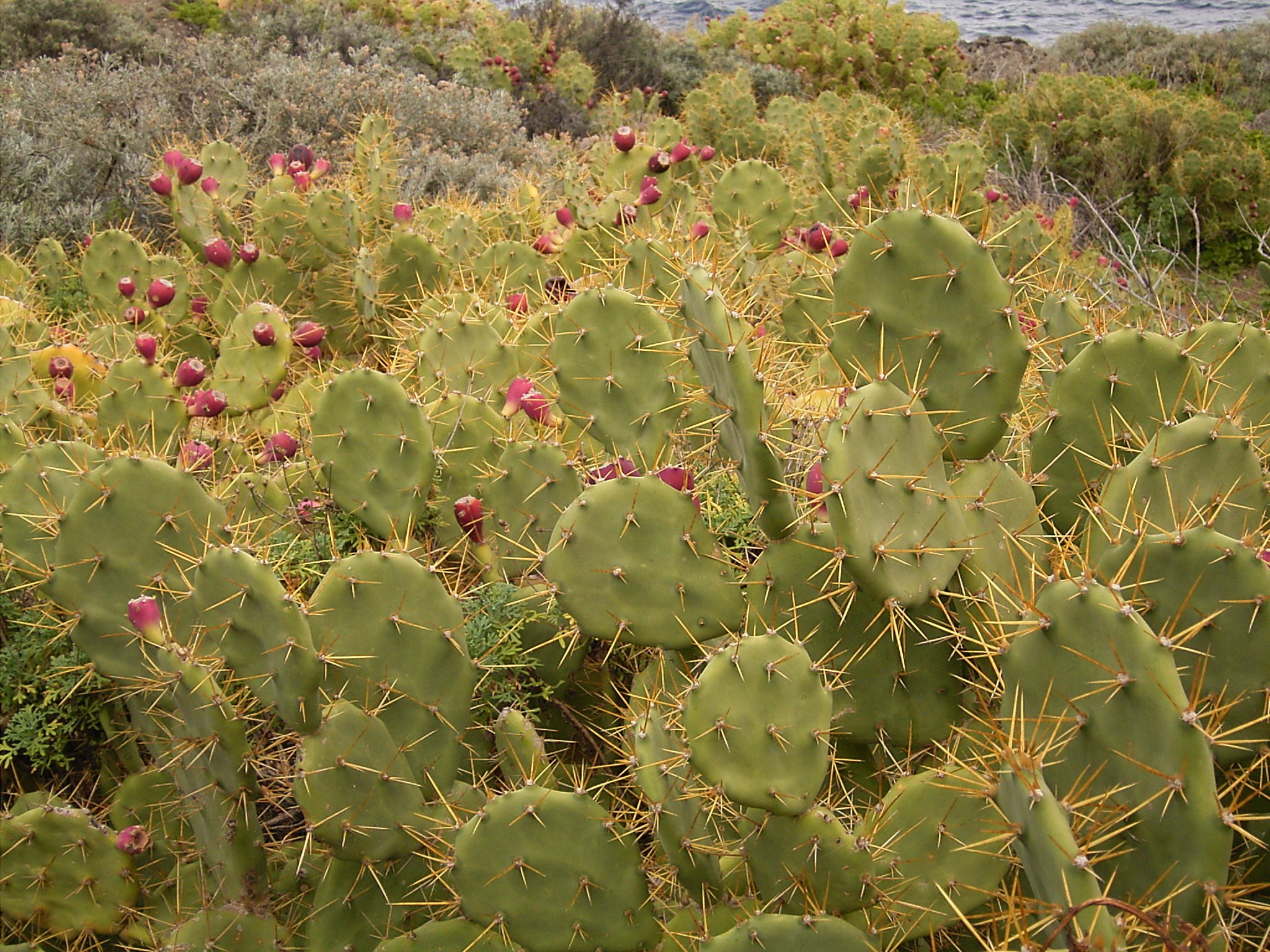
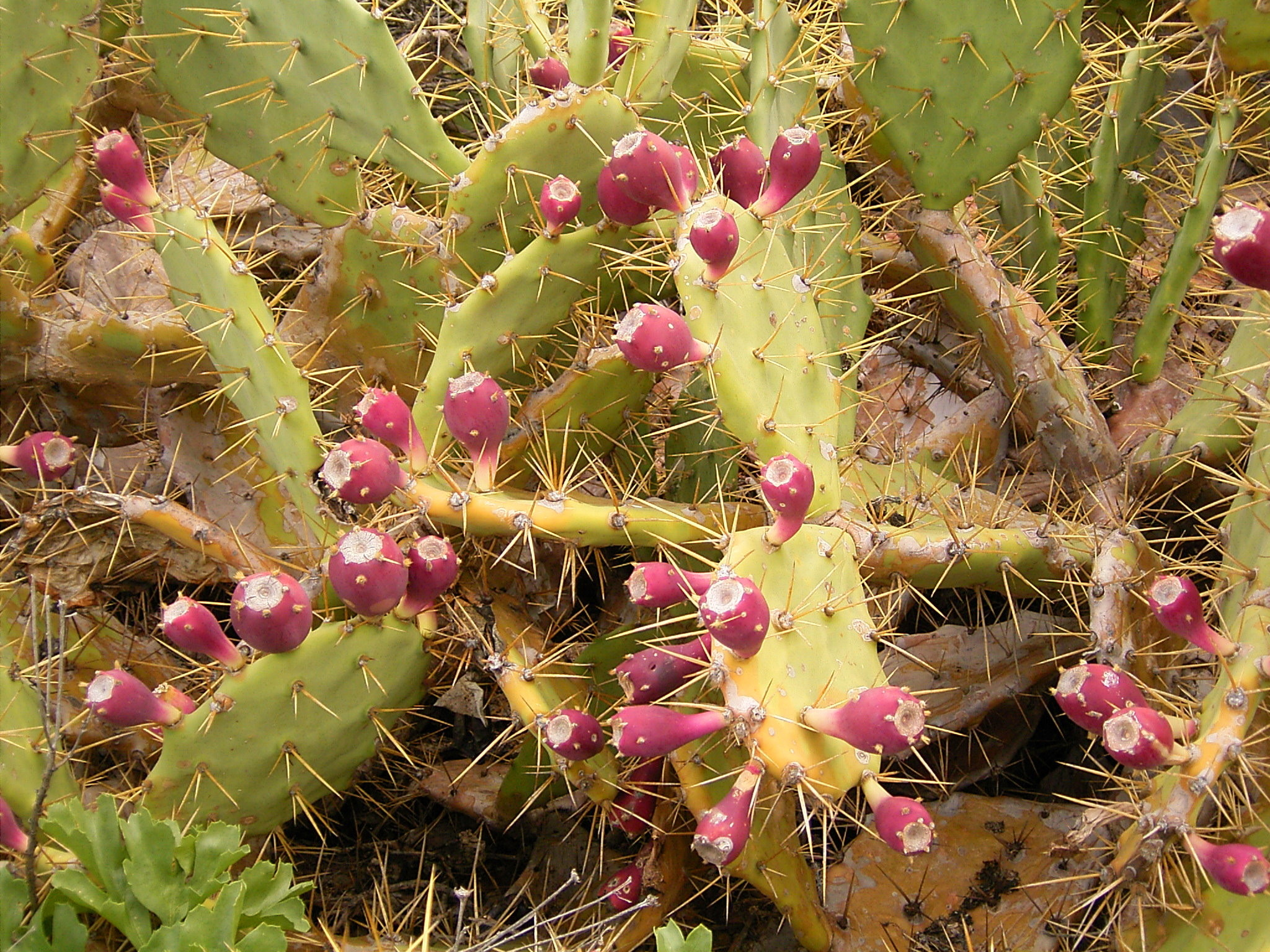